# David Hidalgo
David Hidalgo (* 6. října 1954 Los Angeles, Kalifornie USA) je americký zpěvák a písničkář, známý z působení ve skupině Los Lobos. Je též členem superskupiny Los Super Seven a Latin Playboys, vedlejšího projektu některých členů Los Lobos. Společně s Mike Halbym z Canned Heat založil skupinu Houndog.
Hidalgovy písně byly převzaty jako coververze umělci jako jsou Jerry Garcia Band, Waylon Jennings, Bonnie Raitt, Robert Plant a dalšími. V roce 2010 vystupoval na festivalu Erica Claptona Crossroads Guitar Festival. Jeho syn, David Hidalgo, Jr. je v současnosti bubeníkem skupiny Social Distortion.
Vedle práce v Los Lobos, často hraje na různé hudební nástroje jako akordeon, housle, 6-struné banjo, cello, bicí a kytara jako hostující studiový hudebník ostatních umělců.